# Ibiza
Ibiza (em castelhano) ou Eivissa (em catalão) é uma ilha do arquipélago e comunidade autônoma das Ilhas Baleares. Fica localizada a leste da Espanha e sua maior cidade tem o mesmo nome da ilha.
A ilha é muito famosa mundialmente por suas festas e boates, que atraem muitos turistas. Entre os clubes mais famosos incluem Space, Pacha, Privilege Ibiza, Ushuaïa, Amnesia, DC10, El Divino, Café del Mar ou Es Paradis. A zona do porto de Ibiza também atrai muitos turistas por sua vida noturna.
Seus festivais de música eletrônica lançam tendências neste estilo. Os festivais acontecem entre os meses maio e setembro. Tem vida noturna agitada e recebe grande número de turistas todos os anos em busca de diversão.
Ibiza possui uma ótima interação entre seus ambientes marinho e costeiro, possuindo várias espécies endêmicas. Também possui muitos sítios arqueológicos preservados desde a época Fenícia-Cartaginesa até exemplos de arquitetura da Renascença. Por estes motivos foi listada como Patrimônio Mundial da UNESCO em 1999.

## História
Iboshim, a cidade de  Bes  , foi fundada pelos fenícios em 654 aC. C. (de acordo com textos clássicos). O núcleo urbano era formado por uma acrópole e uma área portuária na orla da baía. Também tinha templos e áreas de artesanato com olarias importantes. Possui também uma das maiores necrópoles do período púnico, com cerca de 3.000 hipogeus escavados na rocha de uma colina perto da cidade chamada Puig des Molins. Estima-se que no século V a. C. a cidade tinha entre 4.000 e 5.000 habitantes. Posteriormente foi aliado dos cartagineses, tornando-se um centro comercial de grande vitalidade que exportava produtos manufaturados para diferentes partes do Mediterrâneo.
No final do século III aC. A ilha foi atacada pelos romanos após a batalha naval na foz do Ebro, segundo fontes escritas. Após três dias de ataques e temendo a chegada da frota cartaginesa, os romanos se retiraram, deixando a ilha devastada por seus saques. Tito Livio. Livro XII, 20, 7-10.

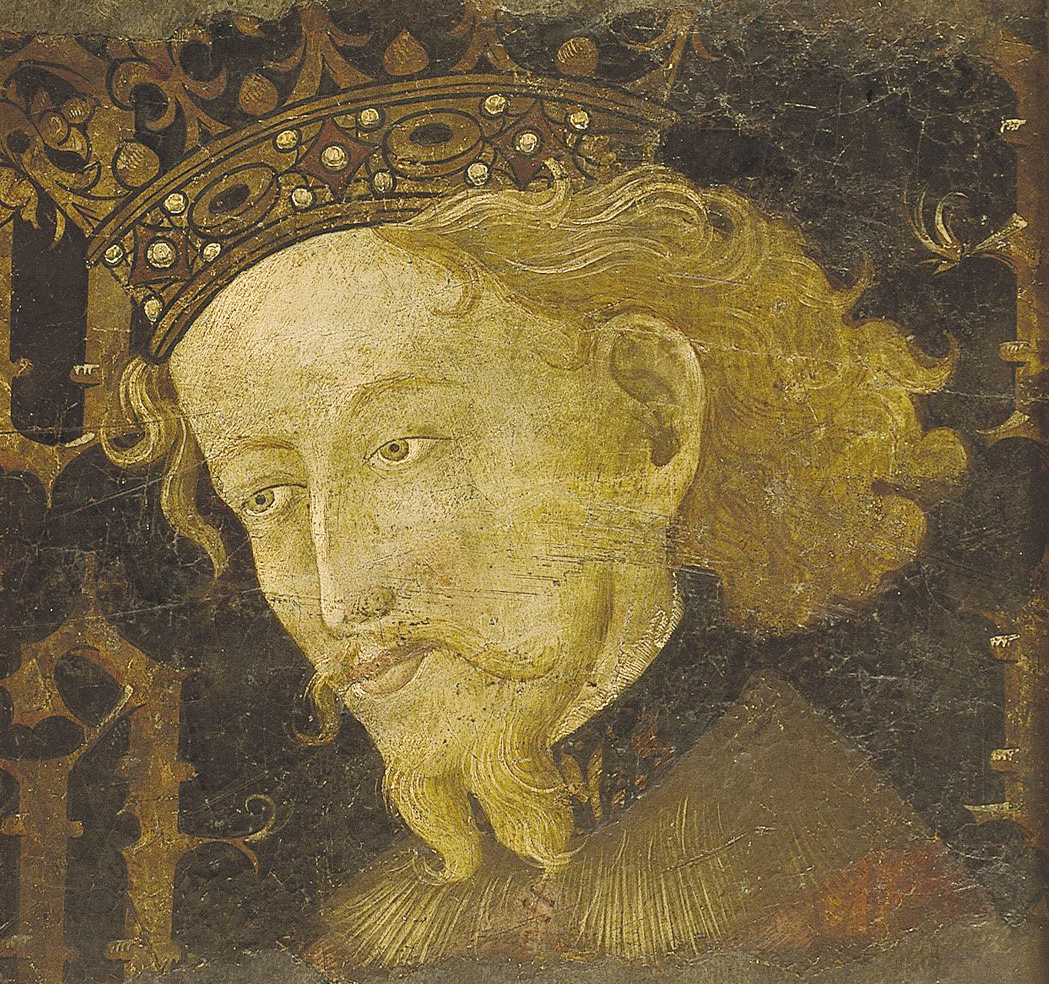
Jaime I o Conquistador (Rei de Aragão)

Após a destruição de Cartago no ano 146 a. C., a cidade manteve sua autonomia política e comercial e continuou, ainda com maior intensidade, a atividade comercial e industrial como uma cidade federada de Roma, federação cujo ano de início não é conhecido. Essa etapa terminou quando Vespasiano a transformou em município romano em 70, com o nome de Municipius Flavius Ebusitanum e comumente conhecido como Ebusus.
Então começou um período de declínio que durou quase toda a fase imperial romana até a chegada dos vândalos em 424, e sua posterior ocupação pelos bizantinos e árabes. A cidade foi conquistada em 8 de agosto de 1235 pelas tropas do Arcebispo de Tarragona Guillem de Montgrí, do Infante Pedro de Portugal e do nobre Nuno Sanç sob o comando de Jaime I o Conquistador (Rei de Aragão).
A parte antiga da cidade é conhecida como Dalt Vila ("cidade alta"). A área medieval de Dalt Vila foi fortificada por Felipe II para proteger a cidade dos ataques de otomanos e piratas, já que o tríplice recinto defensivo, de origem árabe, não era suficiente. As obras foram encomendadas ao engenheiro italiano Giovanni Battista Calvi.
Este recinto fortificado, concluído no final do século 16, é um dos recintos baluartes mais bem preservados, junto com o de Cartagena das Índias e faz parte do Patrimônio Mundial desde 1996. Possui duas línguas oficiais, catalão e espanhol. Devido ao turismo, muitas pessoas falam outras línguas. Existem muitas afinidades com a cultura, costumes e gastronomia fenício-árabe (folclore, gastronomia, costumes sociais) devido à sua história.
Ibiza ficou conhecida mundialmente na década de 60, graças ao movimento hippie. Hoje ainda existem algumas colônias de hippies na ilha, mas também existem colônias do movimento clubber. Embora ainda seja visitado por suas praias, sua vida noturna, suas boates da moda, suas lojas e seus esplanadas da moda.

## Geografia
Se situa cerca de 79 km a leste da Península Ibérica , de frente para Denia, 140 km a sudoeste da ilha de Maiorca, e ao norte de Formentera, com coordenadas 38,98 1,43 ° N ° E.
Sua capital é a cidade de Ibiza (Eivissa em catalão). Outras cidades mais importantes, além da capital, são Sant Antoni de Portmany, Santa Eulària des Riu, e a maior cidade, Sant Josep de sa Talaia.
As ilhas de Ibiza e Formentera são conhecidas como Ilhas Pitiusas, um arquipélago diferente do que compõem Maiorca e Minorca, embora hoje em dia fala-se de todas elas como "Ilhas Baleares" e formem parte de uma mesma unidade administrativa. Cobrindo uma área de 570 km ² e possui um único rio, Santa Eulària des Riu, único rio das Baleares , que por muitos anos permanece seco em razão da sobre-exploração dos recursos hídricos da ilha.

## Governo e administração
Ibiza é administrativamente parte da comunidade atônoma das Ilhas Baleares, cuja capital é Palma de Mallorca, na ilha de Mallorca. A ilha de Ibiza compreende 5 dos 67 municípios das ilhas:
- Sant Josep de sa Talaia
- Sant Antoni de Portmany
- Sant Joan de Labritja
- Santa Eulària des Riu
- Vila d'Eivissa

| Município               | Área (km²) | População (Censo) 2001 | Estimativa populacional 2010 |
| ----------------------- | ---------- | ---------------------- | ---------------------------- |
| Sant Josep de sa Talaia | 159,4      | 14.267                 | 22.871                       |
| Sant Antoni de Portmany | 126,8      | 15.081                 | 22.136                       |
| Sant Joan de Labritja   | 121,7      | 4.094                  | 5.477                        |
| Santa Eulària des Riu   | 153,6      | 19.808                 | 32.637                       |
| Vila d'Eivissa (Ibiza)  | 11,1       | 34.826                 | 49.516                       |
| Total                   | 572,6      | 88.076                 | 132.637                      |

## Economia

### Turismo

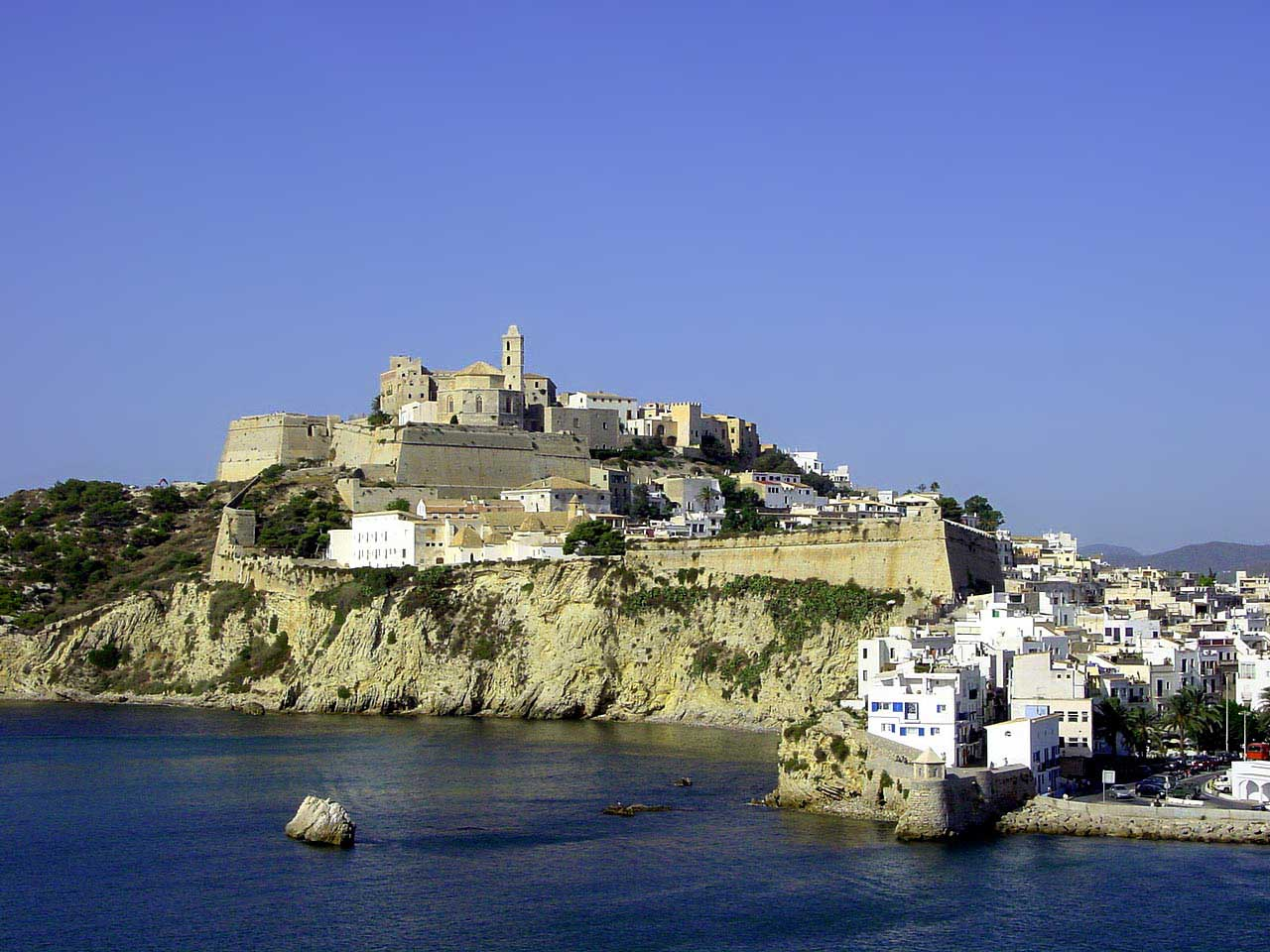
A cidade antiga (Dalt Vila) de Eivissa.

Desde o final dos anos 60 e início dos 70, a ilha de Ibiza desfruta de uma expansão do turismo que tem permitido um desenvolvimento econômico superior ao previsto por seus recursos tradicionais (pesca e agricultura).
É hoje ponto de referência para os jovens de todo o mundo pela sua animada vida noturna. A ilha também oferece muitas enseadas e praias para quem procura tranqüilidade. Eles vendem produtos artesanais como flaón, o "orelletes" ou licor de ervas "Ibiza". A indústria têxtil é famosa moda de improviso. Há uma abundância de mercados como o de Es Cana e Las Dalias.
Ibiza é considerada um destino turístico popular, sobretudo por sua agitada vida noturna, concentrando-se em duas áreas, em primeiro lugar na cidade de Ibiza e em segundo plano Sant Antoni de Portmany. Em 2014, a CNN classificou a vida noturna de Ibiza como a melhor do mundo.
Existem muitos clubes e discotecas conhecidos, tais como o Privilege, Eden, Es Paradis, Amnesia, Space, Pacha, Underground, Noite de Gala e DC10. Durante o verão, muitos dos melhores produtores de música e DJs vão trabalhar em Ibiza. Geralmente, nos clubes, um dos dias da semana é totalmente dedicada a cada um deles.

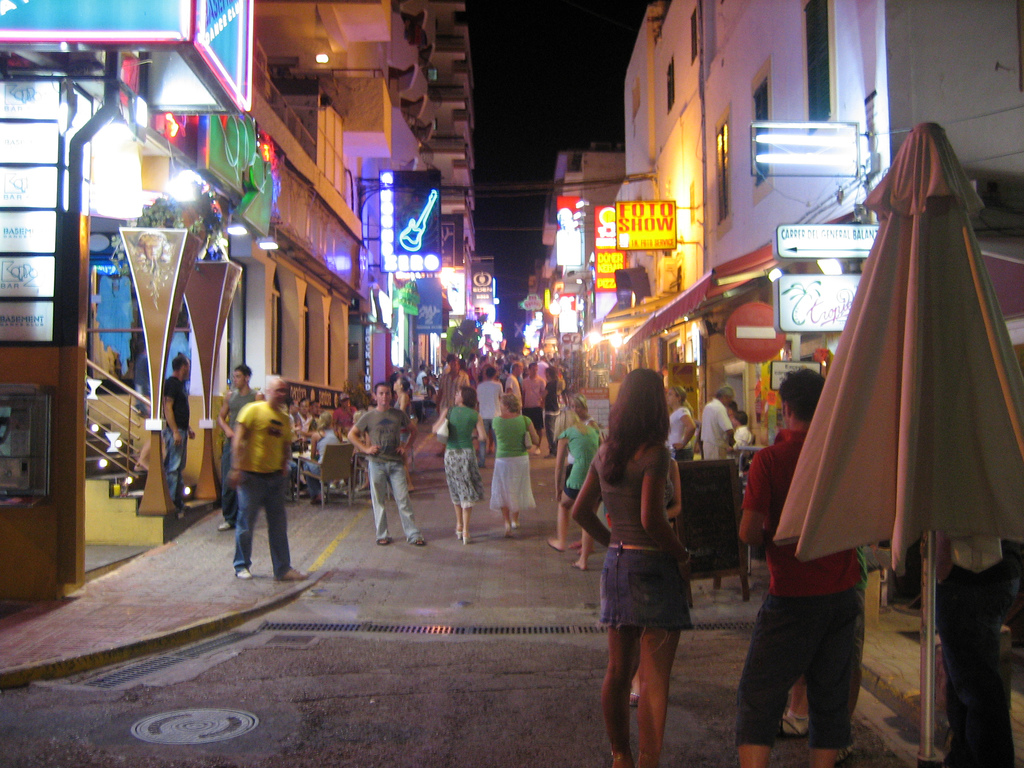
Sant Antoni

Por exemplo, em 2009, Carl Cox tocava Carl Cox & Friends às terças no Space, Pete Tong tocava no Eden toda sexta-feira, e Wonderland ou Tiësto toda segunda-feira no Privilege Ibiza. Muitos desses DJs utilizam Ibiza como plataforma para a apresentação de novas canções e temas da música house, trance e techno.
A temporada de festivais tradicionalmente começa em junho com a festa de abertura do Space e DC10, e termina em outubro, com as festividades de encerramento. O horário típico para os turistas clubbers se inicia ao meio-dia, algum evento no período da tarde, vão a discotecas e clubes à noite e, finalmente, vai-se a um clube para ver o nascer do sol. O Conselho da Ilha de Ibiza está a tentar promover um tipo de turismo mais calmo e familiar, incluindo as leis que exigem que os clubes fechem às 06:00 e exigindo que todos os novos hotéis sejam de 5 estrelas. O governo está querendo atrair uma mistura mais internacional de turistas.
Durante o verão europeu, várias celebridades mundiais curtem as belezas  e festas de Ibiza entre elas estão: Paris Hilton, Naomi Campbell, Príncipe William, e jogadores dos principais times de futebol do mundo.